# Намаций
Нама́ций (лат. Namatius); также известен как Святой Намаций — восьмой епископ Клермона с 446 по 462 год.

## Биография
В V веке Намаций основал собор в Клермоне, перенеся в него из Болоньи мощи святых Виталия и Агриколы. Об этом строительстве сообщает Григорий Турский.
«В те же дни в Клермоне жил святой Намаций, который после смерти епископа Рустика был восьмым епископом. Он своими стараниями построил церковь, которая стоит и сейчас и считается в городе первой. Её длина — 150 футов, ширина под нефом — 60 футов, высота до потолка — 50 футов, впереди — круглая апсида, с двух сторон устроены приделы искусной работы, а все здание имеет форму креста. Окон в нем — 42. колонн — 70, дверей — 8. И, действительно, здесь чувствуется страх божий и его великая слава, а весной верующие вдыхают здесь сладчайший запах наподобие благовония. Стены у алтаря украшены мозаикой, составленной из различных пород мрамора. Через двенадцать лет после постройки здания блаженный епископ отправил в Италию, в город Болонью, Пресвитеров за мощами святых Агриколы и Виталия, которые, как нам точно известно, были распяты во имя Христа, господа нашего.»